# Loyal (Oklahoma)
Loyal è un comune degli Stati Uniti d'America, situato nello Stato dell'Oklahoma, nella Contea di Kingfisher.